# Dark Horse Comics
Pour les articles homonymes, voir Dark Horse.
Vous lisez un « bon article » labellisé en 2020.
Dark Horse Comics est un éditeur de comics dont le siège est situé à Milwaukie (Oregon) et qui a été fondé en 1986 par Mike Richardson. Celui-ci, alors propriétaire d'une chaîne de magasins spécialisés dans la vente de comics, a décidé de se lancer dans l'édition d'auteurs indépendants et de proposer autre chose que les comics de super-héros.
Dark Horse Presents et Boris the Bear sont les deux premiers comics édités et tous deux connaissent des ventes supérieures aux attentes de Richardson. Après ces succès, il parie sur des adaptations de films comme Alien et Predator. Le soin apporté à ces adaptations attire les lecteurs et contribue à leur réussite, ce qui amène à la création d'histoires originales inspirées par l'univers de ces films. Dark Horse ne délaisse cependant pas la création originale et permet à des auteurs importants comme Frank Miller, qui crée Sin City, ou Mike Mignola, qui lance sa première création originale Hellboy, de lancer leur carrière.
Par ailleurs, Dark Horse est aussi un des premiers éditeurs américains à proposer des mangas qui, là encore, trouvent facilement leur lectorat. Ces diverses publications et surtout les ventes importantes lui permettent de devenir le troisième éditeur de comics. Bien que ce rang lui soit disputé dans les années 1990 et 2000 par d'autres éditeurs comme Valiant Comics ou Image Comics, il garde une bonne santé financière et continue à publier des comics originaux et dont les auteurs gardent les droits. Comme beaucoup d'autres éditeurs, Dark Horse noue des liens avec des studios de cinéma et de nombreux comics sont adaptés au grand écran.

## Histoire

### Débuts

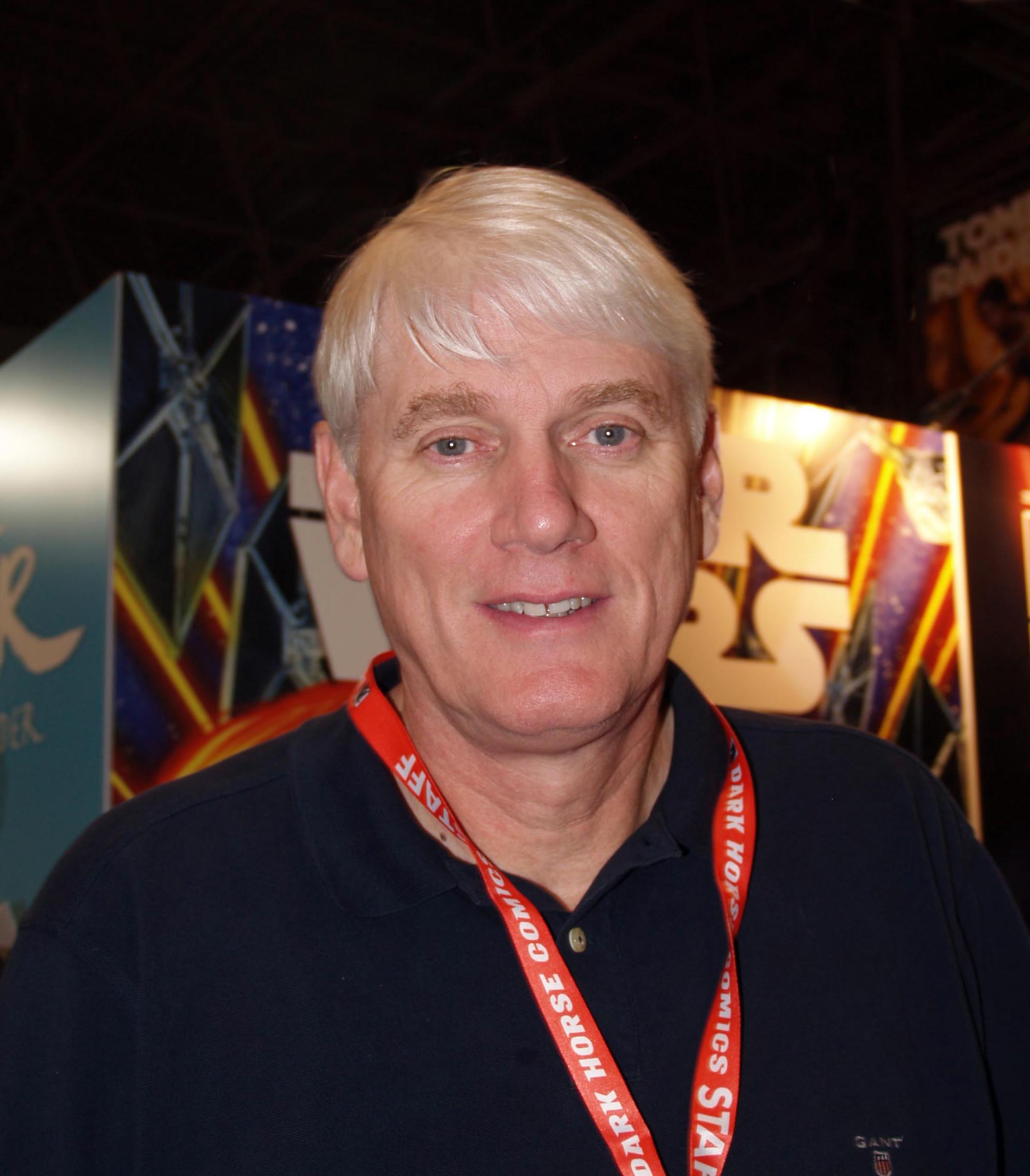
Mike Richardson le fondateur de Dark Horse.

Mike Richardson, en 1986, est le propriétaire d'une chaîne de magasins spécialisés dans la vente de comics, nommée Pegasus Books, située à Portland dans l'état de l'Oregon. Le commerce alors florissant et le développement d'un marché indépendant rentable, qui suit le succès des Tortues Ninja, le poussent cette année-là à fonder sa propre maison d'édition qu'il baptise Dark Horse Comics. Il est alors aidé par Randy Stradley qui est nommé vice-président de la société et qui s'occupe de la direction éditoriale. En juillet, sortent ses deux premiers comic books, Dark Horse Presents et Boris the Bear. Le premier est une anthologie dans laquelle dès le premier numéro sont publiés Black Cross de Chris Warner et Concrete de Paul Chadwick. Ce titre connaît alors un succès assez important pour avoir ensuite son magazine qui obtient en deux ans vingt-six récompenses ou nominations. L'autre comics, Boris the Bear, attire tout autant les lecteurs avec des histoires parodiques et violentes se moquant des personnages de comics d'autres éditeurs, ainsi que du fonctionnement même de l'industrie des comics. Dans les deux cas, Mike Richardson table sur 10 000 exemplaires vendus, mais la maison d'édition écoule 50 000 exemplaires, ce qui excède largement ses attentes. Cela le conforte dans sa décision de devenir éditeur et de continuer. En septembre 1987, dans le dixième numéro de Dark Horse Presents, paraît pour la première fois le personnage de The Mask, qui est aussi un succès.

### Adaptations
Après ces premiers succès grâce à des créations originales, Dark Horse se tourne vers l'adaptation de films. Alien est la première en 1988, suivie en 1989 de Predator puis, en 1991, de Star Wars. C'est encore dans Dark Horse Presents que sont d'abord proposées ces adaptations, avant que des comics consacrés à chacune de ces franchises ne voient le jour. Ces adaptations parviennent à toucher un lectorat assez important pour que Dark Horse développe les univers des séries qu'il a sous licence et propose des crossover entre celles-ci. Ainsi, les Alien et les Predators se combattent dans des comics publiés par Dark Horse, bien avant que l'idée soit reprise dans le film Alien vs. Predator.
Un autre domaine développé par Dark Horse, dès 1987, est la publication de traductions de mangas. La première adaptation proposée est celle de Godzilla de Kazuhisa Iwata en 1987. Cet essai est suivi de nombreuses autres traductions, comme Oh My Goddess! de Kosuke Fujishima,  Ghost in the Shell de Masamune Shirow et Blade of the Immortal de Hiroaki Samura, qui permettent à Dark Horse de s'imposer dans ce domaine avant même que l'édition de mangas ne connaisse un formidable essor. Dark Horse continue depuis à publier des mangas importants, comme Lone Wolf and Cub de Kazuo Koike et Goseki Kojima.

### Auteurs

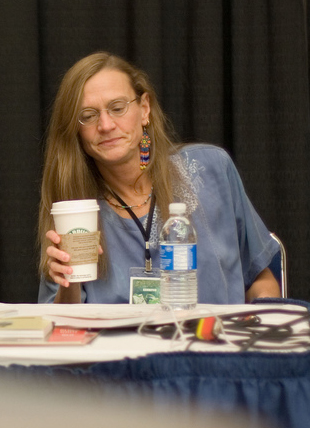
Diana Schutz en 2006, responsable éditoriale de 1990 à 2015.

L'éditeur ne se contente cependant pas de ce filon et publie aussi de nombreuses séries qui restent la propriété de leurs créateurs. En 1990, Dark Horse engage Diana Schutz comme responsable éditoriale. Sous des titres de poste divers, elle occupe cette fonction durant 25 ans et publie des auteurs aussi importants que Will Eisner, Frank Miller ou Neil Gaiman. Des auteurs indépendants qui avaient commencé chez d'autres éditeurs choisissent de passer chez Dark Horse. C'est le cas de Bob Burden (Flaming Carrot de 1988 à 1994), Mike Allred (Madman de 1994 à 2000), Steve Rude et Mike Baron (Nexus de 1992 à 2014) et Matt Wagner (Grendel de 1992 à maintenant, 2019).
De plus, des auteurs qui travaillaient pour Marvel Comics ou DC Comics proposent de nouvelles séries chez Dark Horse. Ainsi Frank Miller et Dave Gibbons créent-ils la mini-série Give Me Liberty en juin 1990. Puis, dans le numéro spécial de Dark horse Presents d'avril 1991, Miller présente le premier épisode de Sin City. Par la suite, il suggère de créer une collection qui regrouperait les créations d'auteurs. Il est rejoint par John Byrne (John Byrne's Next Men) qui avait écrit et dessiné des aventures des X-Men ou de Superman,  de Mike Mignola (Hellboy), et d'Art Adams (Monkeyman and O'Brien).  « Legend » accueille alors ces créations et des séries déjà éditées par Dark Horse. Miller et Gibbons y poursuivent la saga de Martha Washington, Geoff Darrow et Miller, qui avaient déjà collaboré sur Hard boiled livrent Big Guy and Rusty the boy Robot et Paul Chadwick amène Concrete[réf. non conforme]. Legend s'arrête en 1998 mais, en 1999, une nouvelle collection la remplace. Maverick permet aussi de regrouper des auteurs, dont ceux qui avaient fait partie de Legend, et de signifier que leurs comics sont sous leur entier contrôle. Cela permet de mettre l'accent sur la liberté des auteurs qui est une des caractéristiques de Dark Horse. Parmi ceux-ci se trouve P. Craig Russell qui signe une adaptation de la tétralogie de Richard Wagner, The Ring of the Nibelung, récompensée par un prix Eisner.

### Diversification
À partir de 1992, Dark Horse se diversifie et crée plusieurs divisions. Dark Horse Entertainment est créée en 1992 et s'occupe des adaptations cinématographiques ou télévisuelles de comics publiés par Dark Horse. Une branche de Dark Horse Entertainment, Dark Horse Indie, est créée en 2005 pour produire des films indépendants. En 2019 un partenariat est établi avec Netflix. Dark Horse obtient les droits pour adapter des séries et Netflix adapte pour l'écran des comics. The Umbrella Academy et Polar sont les premières œuvres adaptées.
Dark Horse.com est fondée en 1995 pour gérer sa présence sur le web. Les divisions M Press et DH Press, fondées en 2004, publient des ouvrages de fiction ou des essais. M Press édite ainsi l'autobiographie de Ursula Bacon intitulée Shanghai Diary et DH Press publie The Art of Storyboard de Don Bluth.

### Comics' Greatest World
En 1993, Dark Horse lance une collection de comics de super-héros intitulée Comics' Greatest World. Durant quatre mois, chaque semaine est publié un nouveau comics. Le concept est centré sur quatre villes (Arcadia, Steel Harbor, Cinnibar Flats et Golden City) et pour chacune quatre super-héros, ou équipe de super-héros, sont présentés. Après ces seize semaines, plusieurs séries sont poursuivies : X, Barbwire, Ghost, Out of the Vortex. Cependant, toutes sont assez rapidement arrêtées et cette collection disparaît.

### Depuis les années 2000
Poursuivant sa politique d'adaptation, Dark Horse s'associe à Joss Whedon  pour adapter la série télévisée Buffy contre les vampires. Après l'arrêt à la télévision, les comics prennent le relais pour raconter les aventures de la tueuse de vampires sous la supervision de Whedon. À partir des années 2000, Dark Horse propose des rééditions de séries anciennes comme Tarzan ou Little Lulu. Comme la société détient des droits sur des séries dérivées de films ou de séries, elle parvient à rééditer aussi des adaptations publiées par d'autres éditeurs. C'est le cas de Conan et de Star Wars dont les droits avaient été acquis par Marvel Comics et dont certains épisodes sont réédités par Dark Horse. Le rachat de Marvel et de Star Wars par Disney prive, à partir de 2015, Dark Horse des droits d'édition qui reviennent à Marvel et, en 2019, Buffy contre les vampires est repris par Boom! Studios. Cependant, Dark Horse, grâce à ses accords avec Netflix, obtient en 2018 les droits pour publier des comics inspirés de la série populaire Stranger Things.
En 2018, Dark Horse Entertainment signe un partenariat avec Vanguard Visionary Associates, société dirigée par Stanley Cheung qui travaillait auparavant pour Disney en Chine. L'accord à l'origine doit permettre de diffuser plus facilement les produits de Dark Horse. Cependant, il s'avère que les deux sociétés se rapprochent tant et si bien que Vanguard devient le principal actionnaire de Dark Horse, même si Richardson conserve une part importante de la société.

## Stratégie éditoriale

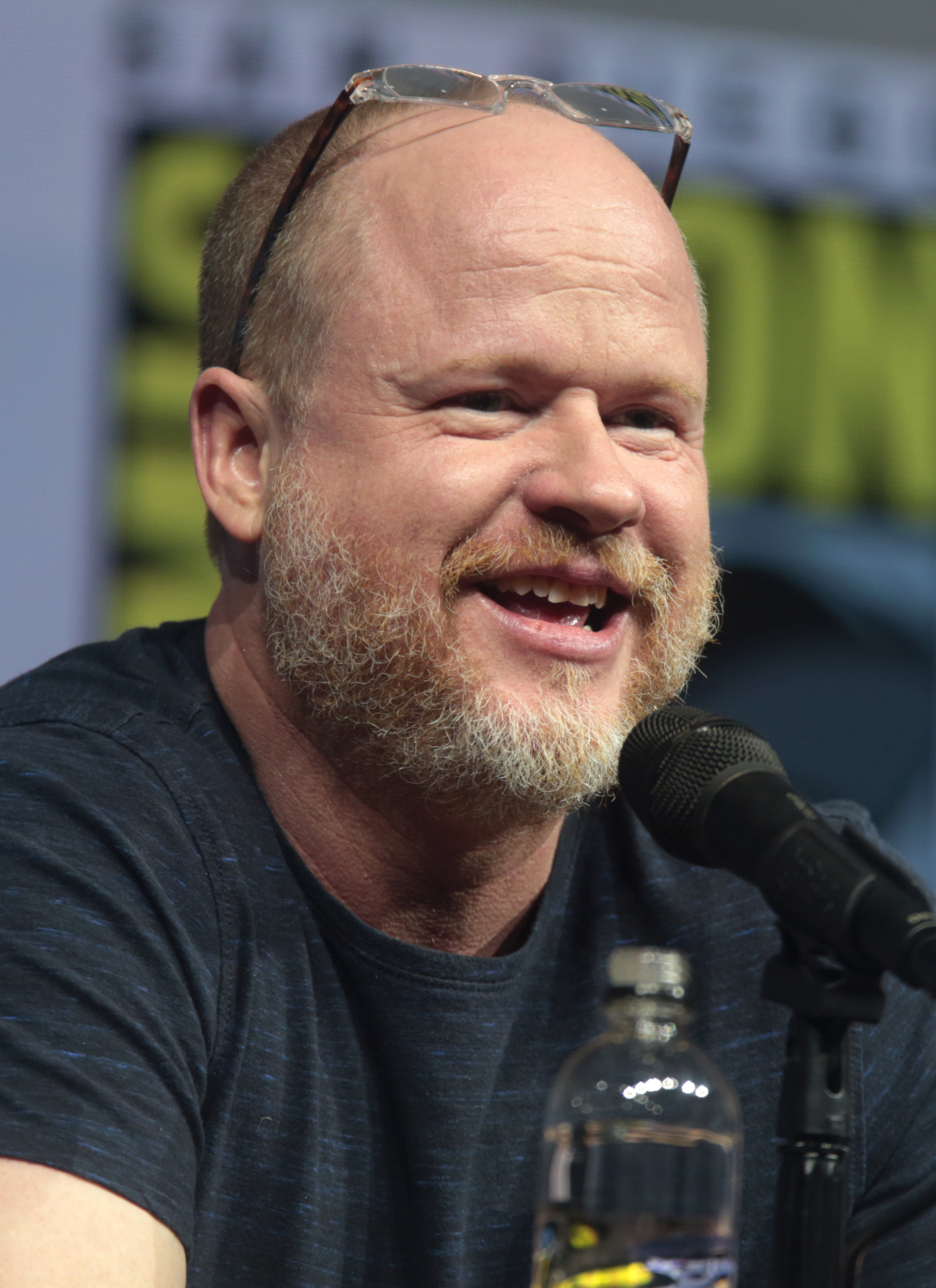
Joss Whedon créateur de Buffy contre les vampires adapté en comics chez Dark Horse.

Lorsqu'il crée Dark Horse Comics, Mike Richardson décide de publier des comics qui se démarquent nettement du modèle classique du comics de super-héros dominant alors le marché grâce aux deux principaux éditeurs DC Comics et Marvel Comics. Les personnages récurrents de Dark Horse Presents sont ainsi au départ The Mask ou Flaming Carrot. En choisissant l'originalité, Richardson fait le bon choix car lorsque l'industrie des comics connaît une crise dans les années 1990, de nombreuses sociétés qui publiaient des comics de super-héros disparaissent, alors que Dark Horse, n'ayant pas suivi le modèle économique dominant, échappe en partie à la tourmente. Cette stratégie éditoriale s'accompagne de la décision de laisser les auteurs propriétaires de leurs œuvres. Alors que dans les sociétés anciennes, l'auteur abandonne ses droits sur les personnages qu'il crée à la maison d'édition, chez Dark Horse, il garde tous ses droits d'auteurs. Plusieurs auteurs déjà reconnus, à l'instar de Frank Miller, décident alors d'y faire publier leurs œuvres personnelles.
Même lorsque Dark Horse commence à publier des adaptations de films à succès, il se démarque du tout-venant. En effet, l'adaptation est habituellement un moyen d'attirer facilement des lecteurs sur le seul titre alors que le scénario et le dessin sont délaissés. Au contraire, les adaptations, et les histoires originales situées dans l'univers des films adaptés, sont soignées et les auteurs des films sont invités à donner leur avis sur ces œuvres. Ainsi, Joss Whedon poursuit les aventures de Buffy dans une série de comics après l'arrêt de la série télévisée.

## Autres médias

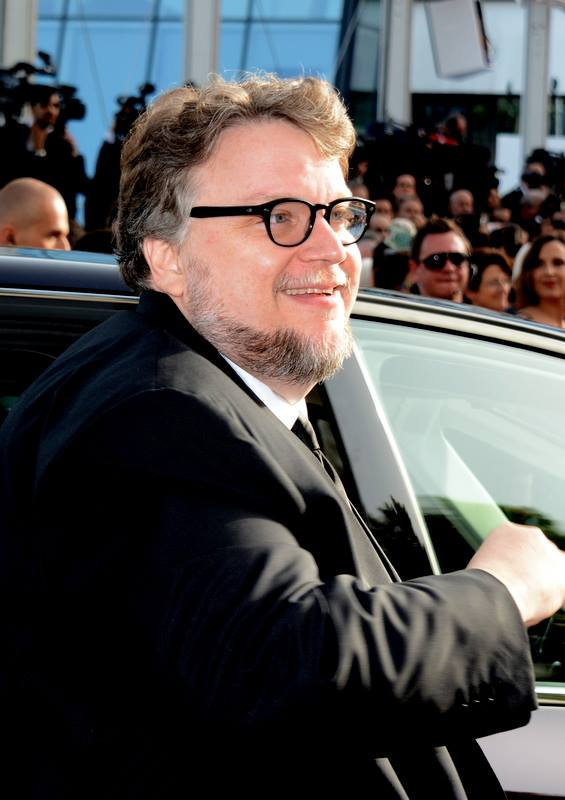
Guillermo del Toro, réalisateur des adaptations de Hellboy en 2015.

Si Dark Horse s'est en partie fondée sur l'adaptation de franchises cinématographiques, ses liens avec l'industrie du cinéma ne se sont pas arrêtés là. Après avoir acheté des droits, l'entreprise s'est mise à en vendre, ou du moins à participer à la cession de droits pour des adaptations en film ou en séries télévisées, puis en jeux vidéo. L'unité chargée de la production de films est nommée Dark Horse Entertainment Le premier comics à être porté à l'écran est Dr. Giggles qui ne connaît pas un retentissement énorme, mais permet à Dark Horse de se frotter au monde de la production cinématographique. Les deux films suivants, The Mask et Timecop, sont au contraire deux réussites au box-office, rapportant dans le premier cas plus de 351 millions de dollars et dans le second, plus de 100. De plus The Mask est aussi adapté en dessin animé et diffusé de 1995 à 1997. Plusieurs autres films voient ensuite le jour, allant de l'échec de Barb Wire au succès critique et public d'Hellboy. Ce dernier est adapté dans deux films : Hellboy (2004) et Hellboy 2 (2008) réalisés par Guillermo del Toro, puis en 2019 dans Hellboy de Neil Marshall. Sin City est aussi adapté dans deux films coréalisés par Frank Miller.

### Films

#### Prises de vue réelle
| Année | Titre                             | Producteurs | Notes                     |
| ----- | --------------------------------- | --- | ------------------------- |
| 1994  | The Mask                          | New Line Cinema / Dark Horse Entertainment | Nommé aux Oscars.         |
| 1994  | Timecop                           | Universal Studios / Largo Entertainment / Signature Pictures / Renaissance Pictures                                                              |                           |
| 1995  | Tank Girl                         | United Artists / Trilogy Entertainment Group |                           |
| 1996  | Barb Wire                         | PolyGram Filmed Entertainment / Propaganda Films / Dark Horse Entertainment                                                                      |                           |
| 1999  | Virus                             | Universal Studios / Mutual Film Company / Valhalla Motion Pictures / Dark Horse Entertainment                                                    |                           |
| 1999  | Mystery Men                       | Universal Pictures / Dark Horse Entertainment / Golar Productions                                                                                |                           |
| 2000  | G-Men from Hell                   | Sawmill Entertainment | Sorti en direct-to-video. |
| 2003  | American Splendor                 | Fine Line Features / HBO Films / Good Machine / Dark Horse Entertainment                                                                         | nommé aux Oscars.         |
| 2003  | Timecop 2 : La Décision de Berlin | Universal Studios | Sorti en vidéo.           |
| 2004  | Hellboy                           | Columbia Pictures / Revolution Studios / Lawrence Gordon Productions / Dark Horse Entertainment                                                  |                           |
| 2004  | Alien vs. Predator                | 20th Century Fox / Brandywine Productions / Davis Entertainment / Impact Pictures / Stillking Films                                              |                           |
| 2005  | Son of the Mask                   | New Line Cinema / Radar Pictures / Dark Horse Entertainment / Gang of Seven Animation                                                            |                           |
| 2005  | Sin City                          | Miramax / Dimension Films / Troublemaker Studios                                                                                                 |                           |
| 2007  | 300                               | Warner Bros. / Virtual Studios / Legendary Pictures / Atmosphere Pictures / Hollywood Gang Productions                                           |                           |
| 2007  | Aliens vs. Predator: Requiem      | 20th Century Fox / Brandywine Productions / Davis Entertainment / Dune Entertainment                                                             |                           |
| 2008  | Hellboy II: The Golden Army       | Universal Studios / Relativity Media / Lawrence Gordon Productions / Dark Horse Entertainment                                                    | Nommé aux Oscars.         |
| 2013  | R.I.P.D.                          | Universal Studios / Original Film / Relativity Media / Dark Horse Entertainment                                                                  |                           |
| 2014  | 300: Rise of an Empire            | Warner Bros. / Cruel and Unusual Films / Legendary Pictures / Atmosphere Pictures / Hollywood Gang Productions                                   |                           |
| 2014  | Sin City: A Dame to Kill For      | The Weinstein Company / Dimension Films / Aldamisa Productions / Demarest Films / Troublemaker Studios / Miramax / Solipsist Films / A. R. Films |                           |
| 2019  | Polar                             | Netflix / Dark Horse Entertainment / Constantin Film                                                                                             |                           |
| 2019  | Hellboy                           | Lionsgate Films / Millennium Films / Dark Horse Entertainment                                                                                    |                           |
| 2022  | R.I.P.D 2 : Le Réveil des Damnés  | Universal Studios / Hero Squared / Dark Horse Entertainment                                                                                      | sorti en direct-to-video. |
| 2024  | Hellboy: The Crooked Man          | |                           |

#### Films d'animation
| Année | Titre                       | Producteurs                                         | Notes |
| ----- | --------------------------- | --------------------------------------------------- | --- |
| 2006  | Hellboy: Sword of Storms    | Revolution Studios / IDT Entertainment / Film Roman | Premier film de la série Hellboy Animated, diffusé le 28 octobre 2006 sur Cartoon Network et disponible en DVD à partir de février 2007. |
| 2007  | Hellboy : De sang et de fer | Revolution Studios / IDT Entertainment / Film Roman | Second film de la série Hellboy Animated, disponible en DVD à partir du 10 mars 2007 et diffusé sur Cartoon Network le 17 mars 2007.     |

#### Courts-métrages
| Année | Titre               | Producteurs                                         | Chaîne          | Notes                                               |
| ----- | ------------------- | --------------------------------------------------- | --------------- | --------------------------------------------------- |
| 2008  | Hellboy: Iron Shoes | Revolution Studios / IDT Entertainment / Film Roman | Direct-to-video | Bonus de la version DVD de Hellboy: Blood and Iron. |
| 2013  | RIPD                | Titmouse, Inc.                                      | Adult Swim      | court métrage de 2 minutes, antépisode du film.     |

### Télévision

#### Séries
| Année        | Titre            | Producteurs                                                                                              | Chaîne       | Notes / Refs                    |
| ------------ | ---------------- | --- | ------------ | ------------------------------- |
| 1997–98      | Timecop          | Lawrence Gordon Productions / December 3rd Productions / Dark Horse Entertainment / Universal Television | ABC          | neuf épisodes diffusés.         |
| 2015–17      | Dark Matter      | Prodigy Pictures, Inc. / Dark Horse Entertainment                                                        | Space / Syfy | 39 épisodes.                    |
| En cours     |                  | |              |                                 |
| 2019–present | Umbrella Academy | Universal Cable Productions / Borderline Entertainment / Dark Horse Entertainment                        | Netflix      | deuxième saison prévue en 2020. |

#### Spécial
| Année | Titre                     | Producteurs             | Chaîne     | Notes                                                             |
| ----- | ------------------------- | ----------------------- | ---------- | ----------------------------------------------------------------- |
| 2004  | The B.P.R.D. Declassified | Visible Man Productions | FX Network | épisode unique d'une durée de 22 minutes diffusé le 22 mars 2004. |

### Séries d'animation
| année     | Titre                     | Producteurs                                                                      | Chaîne                        | Notes        |
| --------- | ------------------------- | -------------------------------------------------------------------------------- | ----------------------------- | ------------ |
| 1994–1997 | Duckman                   | Klasky Csupo / Reno & Osborn Productions / Paramount Television                  | USA Network                   | 70 épisodes. |
| 1995–1997 | The Mask, la série animée | Dark Horse Entertainment / Film Roman / Sunbow Productions / New Line Television | CBS                           | 52 épisodes. |
| 1998–2000 | Fat Dog Mendoza           | TMO-Loonland / Sunbow Productions / Cartoon Network Europe / Sony Wonder         | Cartoon Network               | 26 épisodes. |
| 1999–2001 | Rusty le robot            | Dark Horse Entertainment / Adelaide Productions / Columbia TriStar Television    | Fox Kids                      | 26 épisodes. |
| 2013–2015 | Axe Cop                   | Friends Night / ADHD Studios                                                     | Fox (season 1) FXX (season 2) | 22 épisodes. |

#### Pilotes
| Année | Titre                     | Producteurs | Chaîne         | Notes                                                                                    |
| ----- | ------------------------- | --- | -------------- | ---------------------------------------------------------------------------------------- |
| 2006  | The Amazing Screw-On Head | Dark Horse Entertainment / Kickstart Productions / Lionsgate Television / Living Dead Guy Productions / Sci-Fi Channel | Sci-Fi Channel | pilote d'une série animée abandonnée, il dure 22 minutes et est diffusé le 20 août 2006. |

## Influence
Lorsque Richardson fonde Dark Horse Comics, le monde des comics est dominé par DC Comics et Marvel Comics, après la disparition d'éditeurs historiques comme Dell Comics, ou l'effondrement d'autres comme Archie Comics. Bien qu'il ne soit pas le premier à proposer des comics originaux et de qualité, Richardson parvient en quelques années à faire de sa firme la plus importante de ce secteur. Dark Horse Comics dans les années 1990 devient le troisième éditeur en termes de vente et de profits. Cette place lui est ensuite disputée par d'autres éditeurs comme Valiant Comics ou Image Comics. En 2019, Dark Horse est le cinquième éditeur derrière Marvel, DC, Image et IDW Publishing.